# Villiers-sur-Marne
Villiers-sur-Marne [vilje syʁ maʁn] ist eine französische Gemeinde mit 32.547 Einwohnern (Stand 1. Januar 2022) im Département Val-de-Marne in der Region Île-de-France; sie liegt im Arrondissement Nogent-sur-Marne und ist der Verwaltungssitz (chef-lieu) des Kantons Villiers-sur-Marne. Villiers-sur-Marne gehört zur ville nouvelle Marne-la-Vallée. Die Einwohner werden Villiérains genannt.

## Geographie
Villiers-sur-Marne liegt im Pariser Becken zwischen Noisy-le-Grand im Norden und Osten, Le Plessis-Trévise im Südosten, Champigny-sur-Marne im Südwesten und Bry-sur-Marne im Nordwesten. Trotz des Namens liegt der Ort nicht an der Marne, sondern etwa anderthalb Kilometer entfernt. Sie ist die östlichste Gemeinde in der sogenannten ville nouvelle Marne-la-Vallée und liegt im ersten Sektor (Porte de Paris) dieser.

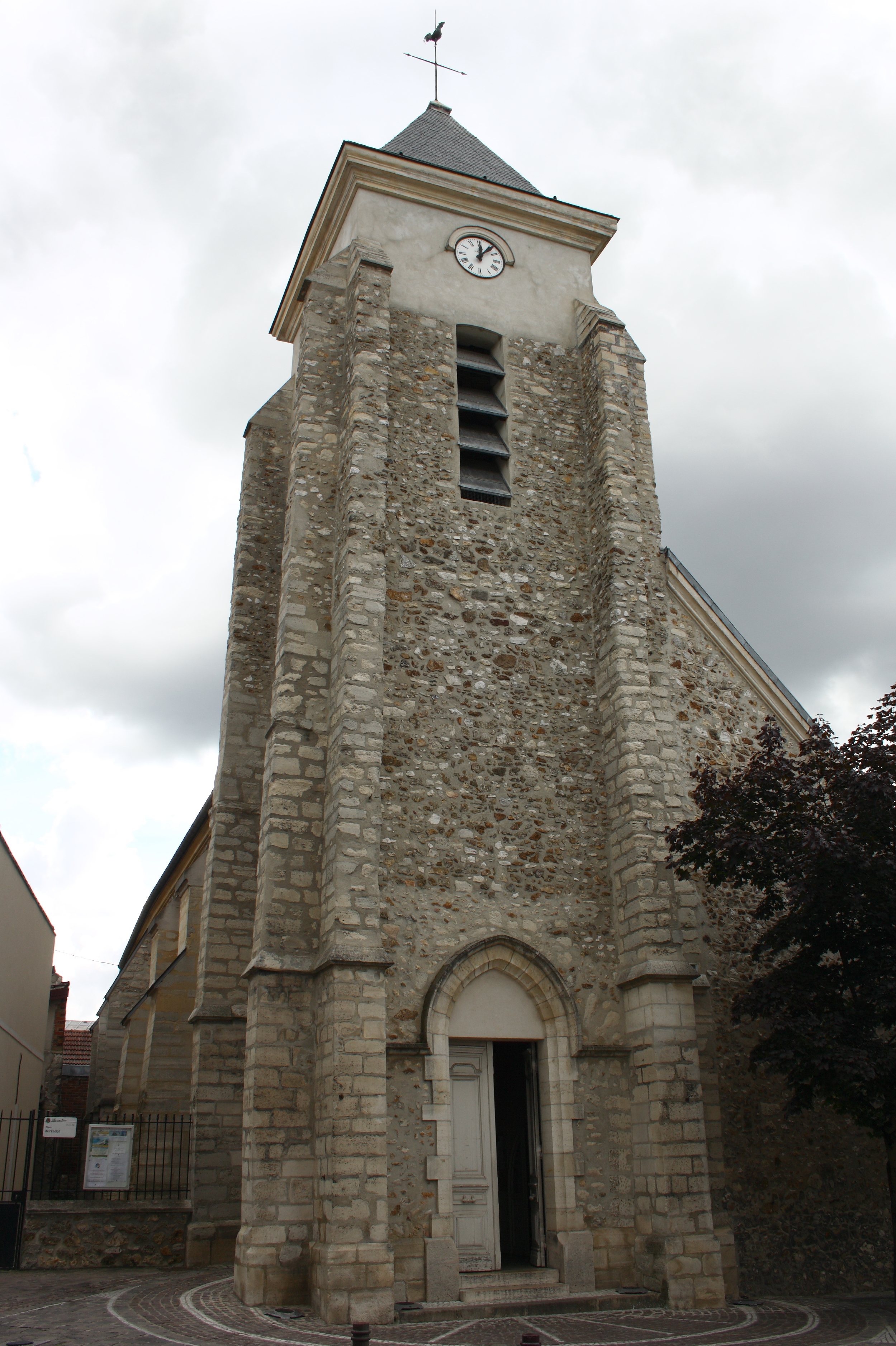
Kirche Saint-Jacques-Saint-Christophe

## Bevölkerungsentwicklung
| Jahr                       | 1962   | 1968   | 1975   | 1982   | 1990   | 1999   | 2010   | 2018   | 2020   |
| Einwohner                  | 13.068 | 15.789 | 22.293 | 22.022 | 25.248 | 28.191 | 27.338 | 28.582 | 29.672 |
| Quellen: Cassini und INSEE |        |        |        |        |        |        |        |        |        |

## Verkehr

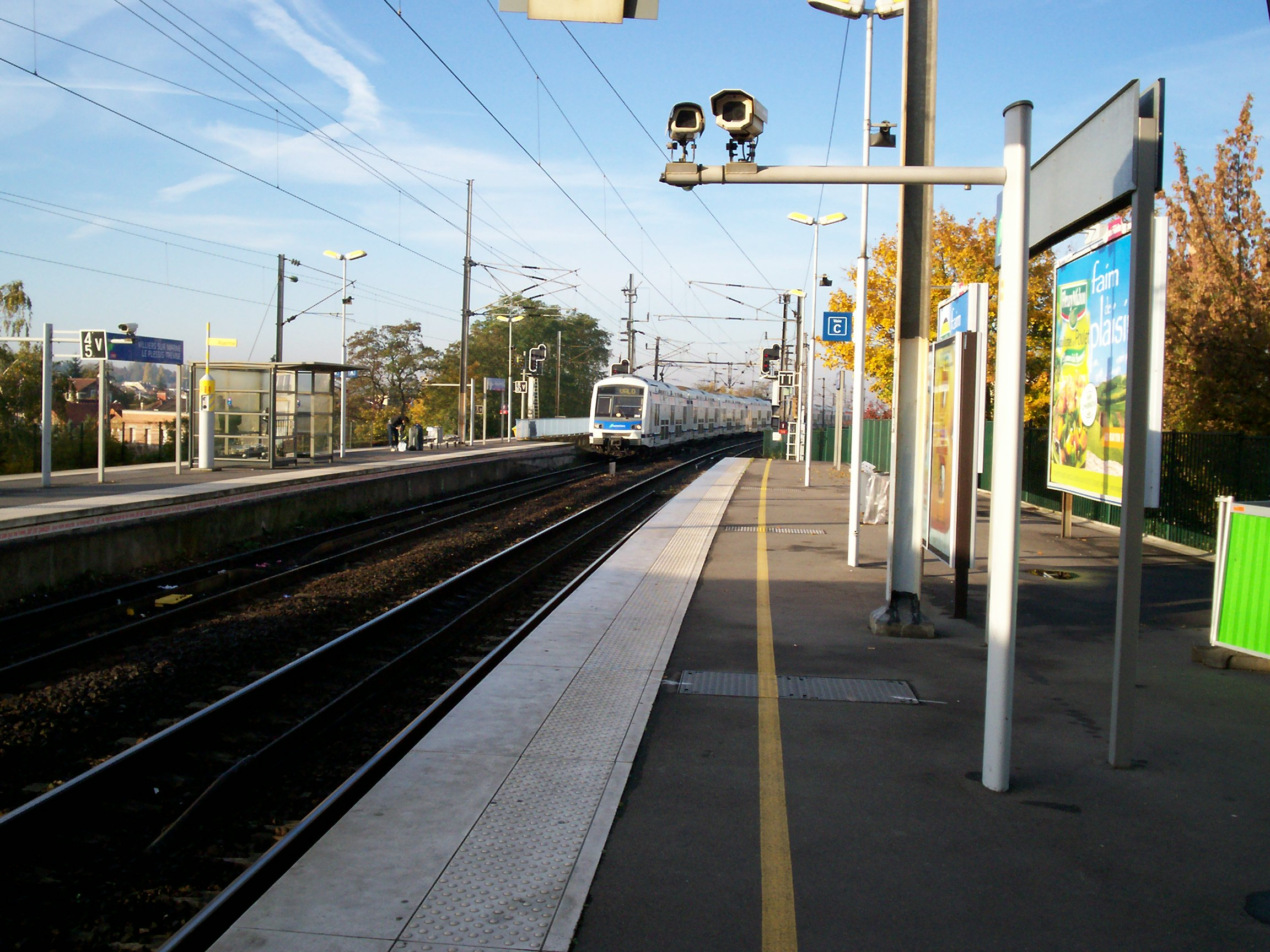
Bahnhof Villiers-sur-Marne–Le Plessis-Trévise mit Zug des RER E

Der Ort wird in Ost-West-Richtung von der Departementsstraße D 203 und von Norden nach Süden durch die D 233 erschlossen. Am nördlichen Rand der Gemeinde verläuft die Autobahn A 4 mit der Anschlussstelle 8.
Der Bahnhof Villiers-sur-Marne–Le Plessis-Trévise liegt an der Bahnstrecke Paris–Mulhouse. Er wurde 1857 von der Compagnie des chemins de fer de l’Est eröffnet und wird seit 1999 von Zügen der Linie E des Réseau express régional d’Île-de-France (RER) bedient.

## Persönlichkeiten
- Gabriel Neigre (1774–1847), General
- Octave Lapize (1887–1917), Radrennfahrer, Sieger der Tour de France 1910
- Roland Portères (1906–1974), Ethnobotaniker und Agrarwissenschaftler
- Louis de Funès (1914–1983), Schauspieler, ist hier aufgewachsen
- Claude Perraudin (1948–2001), Gitarrist und Komponist
- Philippe Meyer (* 1950), Leichtathlet
- Fabien Onteniente (* 1958), Regisseur
- Éric Averlant (* 1962), Comedian
- Vanessa Paradis (* 1972), Sängerin, ist hier aufgewachsen

## Städtepartnerschaften
- Entroncamento, Portugal
- Friedberg (Hessen), Deutschland
- Bishop’s Stortford, Hertfordshire, Vereinigtes Königreich (2012 auf Bestreben von Bishop’s Stortfort beendet)